# Île de Sveti Nikola
L'Île de Sveti Nikola (en serbe : Острво Свети Никола - Ostrvo Sveti Nikola ; littéralement, Île de Saint Nicolas) est une île de la mer Adriatique, dans la municipalité de Budva au Monténégro.

## Description

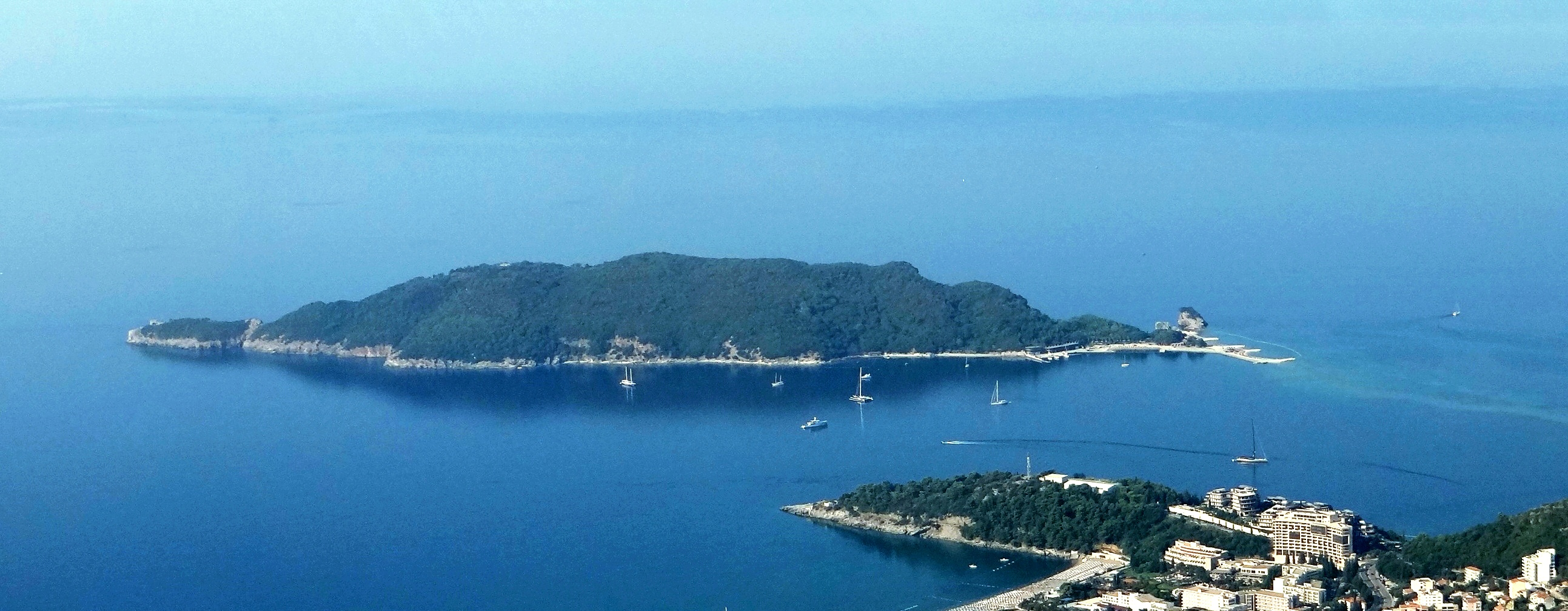
Školj, ou île Sveti Nikola

L'île de Sveti Nikola est située en face de la ville de Budva, à 1 kilomètre de la vieille ville de Budva. L'île a une superficie de 36 hectares. Son point culminant est une falaise qui s'élève à 121 mètres au-dessus de la mer.
L'île est un lieu d'excursion populaire dans la région de Budva. Elle possède trois grandes plages de sable d'une longueur totale de 840 mètres et de plusieurs petites plages autour de l'île, accessibles uniquement par bateau.
Les cerfs habitent la partie non cultivée de l'île. L'île est appelée Školj par les locaux, ce qui vient de l'italien scoglio ou du vénitien scogio qui signifie îlot ou récif.